# Нуук Ідраетслаг
Нуук Ідраетслаг (гренл. Nuuk Idraetslag) — професіональний ґренландський футбольний клуб з міста Нуук.

## Історія
Футбольний клуб «Нуук Ідраетслаг» було створено 1934 році у місті Нуук, столиці Ґренландії. За свою історію виступів клуб 6 разів перемагав у національному чемпіонаті, двічі ставав срібним призером та 4 рази бронзовим призером. Останнім вагомим досягненням клубу в національному чемпіонаті було 3-тє місце в сезоні 2013 року.

## Досягнення
- Кока-кола ҐМ
  -  Чемпіон (6): 1981, 1985, 1986, 1988, 1990, 1997
  -  Срібний призер (2): 1978, 1988
  -  Бронзовий призер (4): 1984, 1989, 1994, 2013